# Ditton (Kent)
Ditton – wieś w Anglii, w hrabstwie Kent, w dystrykcie Tonbridge and Malling. Leży 6 km na północny zachód od miasta Maidstone i 47 km na południowy wschód od centrum Londynu. W 2001 miejscowość liczyła 4753 mieszkańców.